# 電漿片

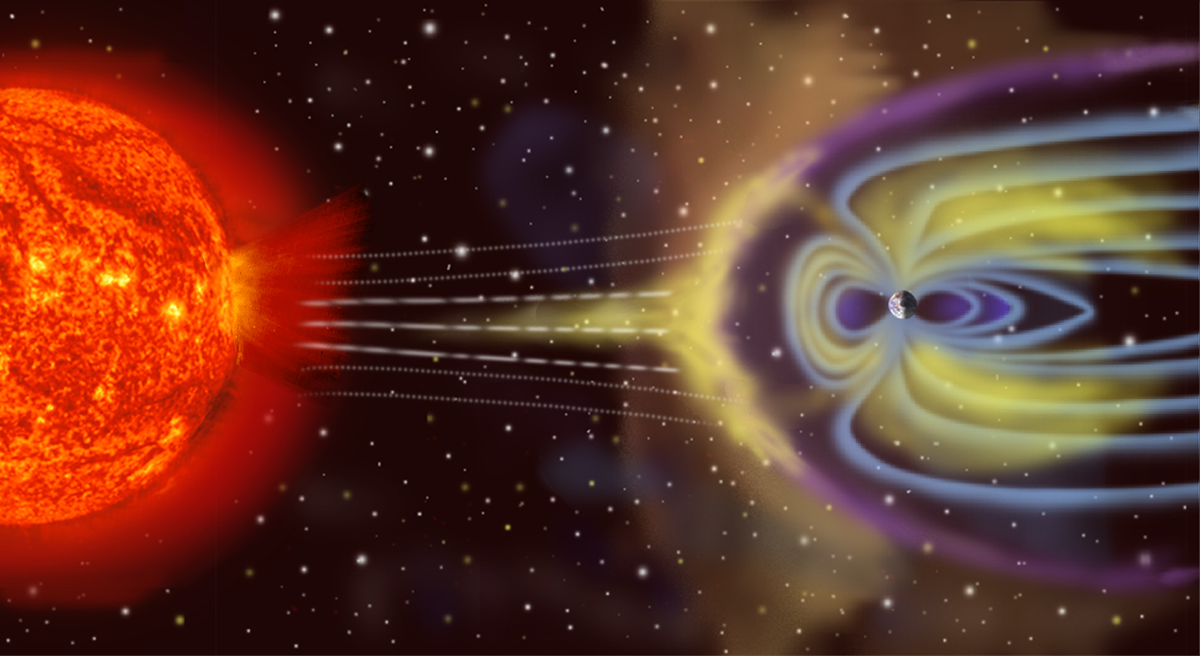
藝術家展現的磁層。大小未依照比例。

電漿片是磁層內密度較高（0.3-0.5離子/cm3相對於瓣中的0.01-0.02離子/cm3）的片狀區域，在靠近赤道平面附近的低磁場區以熱電漿將磁層內的瓣分隔出成南半球和北半球。
磁層是由帶電粒子流，如太陽風，和行星（或類似機構）磁場交互作用產生的。所有行星，包括地球，的內在磁場，都有磁層包圍著。